# Stade Lat-Dior
Das Stade Lat-Dior ist ein Fußballstadion in der senegalesischen Stadt Thiès. Es bietet zirka 15.000 Zuschauern Platz. Die Sportstätte ist benannt nach dem Damel Lat Dior (1842–1886), dem legendären Herrscher des Reiches Cayor und Kämpfer gegen die französische Kolonisation Senegals.
Nach dem Umbau, der von 2004 bis 2019 dauerte, bietet das Stade Lat-Dior den Standard, der die Austragung von internationalen Begegnungen hier ermöglicht. Naturrasen, Videoüberwachungssystem und Schutzgitter sind vorhanden. So kann die Senegalesische Fußballnationalmannschaft, die bisher auf das Stade Léopold Sédar Senghor in Dakar mit seinen bis zu 60.000 Plätzen angewiesen war, nun die Heimspiele hier auch in kleinerem Rahmen austragen.
Die ersten Länderspiele der senegalesischen Fußballnationalmannschaft im neu eröffneten Stadion waren die Spiele am 23. März 2019 gegen Madagaskar und am 26. März 2019 gegen Mali.
Noch im Jahr der Neueröffnung fand im Stadion mit dem WAFU Cup of Nations 2019 das erste internationale Turnier statt. 22 Spiele mit 16 Nationalmannschaften wurden hier ausgetragen.

## Geographische Lage
Das mehr als neun Hektar umfassende Stadionareal und das benachbarte Stade Basket Lat-Dior liegen im Stadtbezirk Thiès Ouest, im Süden der Stadt an der Route Thiès–Sindia, 23 Kilometer von dem Aéroport international Blaise Diagne entfernt. Dieser ist über die Anschlussstelle Thiès-Sud am südlichen Stadtrand und über die mautpflichtige Autoroute 2 in weniger als einer halben Stunde zu erreichen.